# 姚堂 (正統進士)
姚堂（1417年—？），字彥容，浙江慈谿縣人，民籍，明朝政治人物，進士出身。

## 生平
正統三年（1438年）戊午科浙江鄉試第三十五名。正統四年（1439年）聯捷己未科會試第七十名，殿試登進士第二甲第三十四名。

## 家族
曾祖父姚居遜、祖父姚敏觀、父亲姚愚。